# Фролова, Ольга Борисовна
О́льга Бори́совна Фроло́ва (29 июня 1926, Петрозаводск, СССР — 12 июля 2015, Санкт-Петербург, РФ) — советский и российский  арабист. Доктор филологических наук, профессор. Заслуженный деятель науки Российской Федерации. Президент Санкт-Петербургской ассоциации гуманитарного сотрудничества с арабскими странами, член Европейского союза арабистов и исламоведов. Один из основоположников современной арабистики.

## Биография
Родилась в Петрозаводске, но ещё в раннем детстве вместе с родителями переехала в Ленинград, в котором прошла вся её дальнейшая жизнь. В годы Великой Отечественной войны 1941—1945, ещё учась в школе, пережила блокаду Ленинграда, участвовала в строительстве оборонительных рубежей, помогала раненым.
Блестяще окончив среднюю школу в 1945 году, Ольга Борисовна поступила в Ленинградский государственный университет на кафедру арабской филологии. За годы учёбы на восточном факультете ЛГУ её учителями были такие выдающиеся специалисты, как академик И. Ю. Крачковский, академик В. В. Струве, профессора В. И. Беляев, А. П. Ковалевский, X. И. Кильберг и многие другие.
Умерла 12 июля 2015 года в Санкт-Петербурге. Прах захоронен на Никольском кладбище.

## Награды
- Медали «За оборону Ленинграда» (1942), «Ветеран труда» (1986), «В память 250-летия Ленинграда» (1957), «40 лет победы в Великой Отечественной войне 1941—1945» (1985), «50 лет победы в Великой Отечественной войне 1941—1945» (1995), «60 лет победы в Великой Отечественной войне 1941—1945» (2005), медаль ордена «За заслуги перед Отечеством» II степени (1999), почетные медали Санкт-Петербургского государственного университета (50 лет работы в университете и в связи с 275-летием Университета), медаль в память 300-летия Санкт-Петербурга (2003), медаль в честь 60-летия освобождения Ленинграда от фашистской блокады (2003), медаль в память 1000-летия Казани (2005), почетный знак «Юный защитник Ленинграда» (2006).
- присвоено звание «Почётный профессор Санкт-Петербургского государственного университета» (2004).
- удостоена наград Тбилисского, Хартумского (Судан), Ярмукского (Иордания) университетов.

Могила Фроловой на Никольском кладбище Александро-Невской лавры в Санкт-Петербурге.

## Основные публикации
- Источники летописи Ибн ал-Асира (XIII век) в разделах, посвящённых истории народов СССР: Автореф. дис. … канд. филол. наук. Л., 1954.
- Начальный этап работы над арабско-русским алгоритмом машинного перевода // Материалы по машинному переводу. Сб. 1. Л., 1958 (в соавторстве) (пер. на англ. яз.: Soviet Development in Machine Translation and Information Processing. Washington, 1960).
- Мы говорим по-арабски: Учеб. пособие для I и II курсов / Отв. ред. В. И. Беляев. М., 1972.
- Мухаммед Хусейн Хайкал. Зейнаб: картины сельской жизни и нравов Египта. Роман. Л., 1973 (пер. с арабск. и примечания).
- Египетская поэзия на народно-разговорном языке: Новые материалы и современные направления развития: Автореф. дис. … д-ра филол. наук. Л., 1975.
- Арабские рукописи Хартума // Вестник ЛГУ. 1980. № 8.
- Поэтическая лексика арабской лирики: арабские поэты и народная поэзия. Л., 1984.
- Хрестоматия арабского диалектного языка Египта: Фонетико-грамматический очерк, тексты, словарь / Отв. ред. Э. Н. Мишкуров. М., 1984.
- Сердце женщины: Повести и рассказы современных арабских писателей. Л., 1988 (пер. с арабск. и сост.).
- Махаммед Ларуси Матви. Сердце женщины (Халима); Махмуд Теймур. Любовь куртизанки; и др. // Там же (пер. с арабск.).
- Исследования о суданском фольклоре и народной литературе // Востоковедение. Вып. 17 / Отв. ред. А. А. Долинина, Е. А. Серебряков. Л., 1991.
- Суфийский рукописный трактат о единстве бытия: По материалам библиотеки Санкт-Петербургского университета // Петербургское востоковедение. Вып. 5 / Ред. Д. Ильин. СПб., 1994.
- Greek Philosophial Concepts in a Manuscript Collection of Theoretical Treatises (Egypt, 18th C.) // Graeco-Arabica, VI / Ed. V. Christides. Athens, 1995.
- Some Notes on the Arabic Manuscripts and Collections in the Library of the Oriental Faculty of the St. Petersburg University // Manuscripta Orien-talia (MO). 1996. Vol. 2.
- Арабские рукописи восточного отдела библиотеки Санкт-Петербургского университета: Краткий каталог / Сост. О. Б. Фролова и Т. П. Дерягина. Ред. О. Б. Фролова. СПб., 1996 (в соавторстве).
- О некоторых стилистических особенностях средневековых суфийских сочинений // Петербургское востоковедение / Отв. ред. О. И. Трофимова. Вып. 9. СПб., 1997 (в соавт.).
- The Myth of Isis and Osiris as it has been interpreted by Modern Egyptian Playwrihts (Tawﬁg al-Hakim, Nawal as Sa‘dawi, Nagib Surur) // Proceedings of the Sixth International Congress of Graeco-Oriental and African Studies: Graeco-Arabica. Vol. 7-8. Nicosia, 1999—2000.
- В мире культуры и литератур Востока: Избранные статьи. СПб., 2004.